# Edinburgh Capitals (SNL)
Les Edinburgh Capitals (SNL) sont une équipe de hockey sur glace qui était basée à Édimbourg en Écosse. Fondés en 1998, ils étaient l'équipe B des Édimbourg Capitals qui jouaient en Elite League avec lesquels ils partageaient le nom. Les Edinburgh Capitals (SNL) ont joué dans la Scottish National League, considérée comme une ligue de troisième niveau au Royaume-Uni, équivalente à la NIHL.

## Palmarès

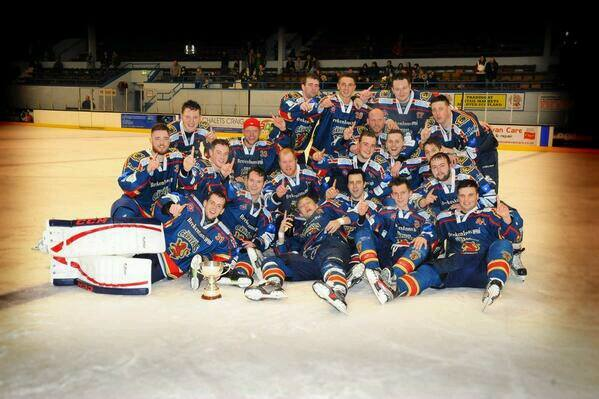
L'équipe réserve des Capitals célèbrant son titre en Scottish National League en 2014.

- Champion de la Scottish National League : 2002, 2003, 2014
- Vainqueur des séries éliminatoires de la Scottish National League : 2014
- Vainqueur de la Scottish Cup : 2002, 2013, 2014, 2015
- Vainqueur de la Scottish Autumn Cup : 2001, 2002
- Vainqueur de la Scottish Spring Cup : 2001, 2002, 2003, 2005

## Statistiques
| Saison    | PJ | V  | N | D | BP  | BC | Pts | Classement    | Séries éliminatoires   |
| --------- | -- | -- | - | - | --- | -- | --- | ------------- | ---------------------- |
| 2001-2002 | 16 | 12 | 1 | 3 | 110 | 53 | 25  | 1er Champions | -                      |
| 2002-2003 | 16 | 13 | 1 | 2 | 104 | 30 | 27  | 1er Champions | -                      |
| 2003-2004 | 14 | 9  | 1 | 4 | 64  | 47 | 19  | 3e            | -                      |
| 2004-2005 | 14 | 9  | 1 | 4 | 70  | 39 | 19  | 3e            | -                      |
| 2005-2006 | 16 | 9  | 1 | 6 | 85  | 47 | 19  | 4e            | -                      |
| 2006-2007 | 18 | 9  | 1 | 8 | 106 | 74 | 19  | 4e            | -                      |
| 2007-2008 | 16 | 10 | 0 | 6 | 32  | 24 | 20  | 2e            | Défaite en demi-finale |
| 2008-2009 | 15 | 6  | 2 | 7 | 38  | 55 | 14  | 4e            | -                      |
| 2009-2010 | 14 | 3  | 2 | 9 | 44  | 74 | 8   | 7e            | -                      |
| 2010-2011 | 14 | 10 | 0 | 4 | 87  | 55 | 20  | 3e            | -                      |
| 2011-2012 | 16 | 5  | 4 | 7 | 75  | 63 | 14  | 4e            | -                      |
| 2012-2013 | 17 | 8  | 1 | 8 | 67  | 73 | 19  | 4e            | Défaite en demi-finale |
| 2013-2014 | 18 | 13 | 3 | 2 | 114 | 41 | 31  | 1er Champions | Champions              |
| 2014-2015 | 20 | 15 | 2 | 3 | 130 | 47 | 32  | 2e            |                        |
| 2015-2016 | 18 | 10 | 3 | 5 | 101 | 66 | 23  | 3e            |                        |
| 2016-2017 | 16 | 6  | 3 | 7 | 56  | 67 | 15  | 5e            | -                      |